# أنا لست خجول (فلم)
أنا لست خجول (بالإنجليزية: I'm Not Ashamed) ‏ هو فيلم أمريكي تم إنتاجه عام 2016، الفيلم من بطولة سادي روبرتسون وإيما إيلي روبرتس وتايلور كالوبا وفيكتوريا ستالي ومن إخراج برايان بوف، تم إصدار الفيلم تاريخ 21 أكتوبر 2016

## القصة
تدور أحداث الفيلم وقت مذبحة (كولومبيا) يوم 20 أبريل عام 1999؛ والتي دفعت (أمريكا) لإعادة تعريف وجهة نظرها بالكامل في حيوات طلاب المدارس الثانوية، اعتمادًا على كلمات لفظتها الضحية الكولومبية (راتشيل جوي سكوت) بنفسها واستنادًا لصفحات مذكراتها اليومية، وكذلك من خلال رؤى وأراء والدتها (بيث نيمو).

## طاقم العمل
- إخراج: برايان بوه (مخرج)
- تأليف: بودي ثيون (سيناريو وحوار)
- كاري ريدموند (سيناريو وحوار)

## بطولة
- سادي روبرتسون (تشاريتي)
- إيما إيلي روبرتس (سيلين)
- تايلور كالوبا (جابي)
- فيكتوريا ستالي (ماديسون)
- تيري منتون (بيث نيمو)
- كاميرون مكندري (اليكس ديكرسون)
- بن دافيس (ناثان بالارد)
- ماسي مكلاين (راتشيل جوي سكوت)

## روابط خارجية
- أنا لست خجول على موقع IMDb (الإنجليزية)
- أنا لست خجول على موقع ميتاكريتيك (الإنجليزية)
- أنا لست خجول على موقع روتن توميتوز (الإنجليزية)
- أنا لست خجول على موقع قاعدة بيانات الأفلام العربية
- أنا لست خجول على موقع ألو سيني (الفرنسية)
- أنا لست خجول على موقع أول موفي (الإنجليزية)
- أنا لست خجول على موقع فيلمافينيتي (الإسبانية)
- أنا لست خجول على موقع قاعدة بيانات الفيلم (الإنجليزية)
- أنا لست خجول على موقع ليتربوكسد (الإنجليزية)
- أنا لست خجول على موقع كينوبويسك (الروسية)